# Католицька церква в Польщі
Като́лицька це́рква в По́льщі — найбільша християнська конфесія Польщі. Частина всесвітньої Католицької церкви, яку очолює на Землі римський папа. Керується конференцією єпископів. Станом на 2004 рік у країні нараховувалося близько 35 010 000 католиків (94,34% від усього населення). Існувало 44 діоцезій, які об'єднували 10 421 церковних парафій.  Кількість  священників — 28 457 (з них представники секулярного духовенства — 22 556, члени чернечих організацій — 5901), постійних дияконів — 3, монахів — 9356, монахинь — 23 967. Католицька церква представлена у Польщі чотирма гілками — це Римо-католицька церква, Перемишльсько-Варшавська митрополія Української греко-католицької церкви, Католицька церква візантійсько-слов'янського обряду в Польщі та Вірменська католицька церква. Існують також католицькі церкви, які не визнають влади Папи Римського і, відповідно, не визнаються Святим Престолом — це Польськокатолицька, Старокатолицькі церкви та Польська національна церква.

## Історія

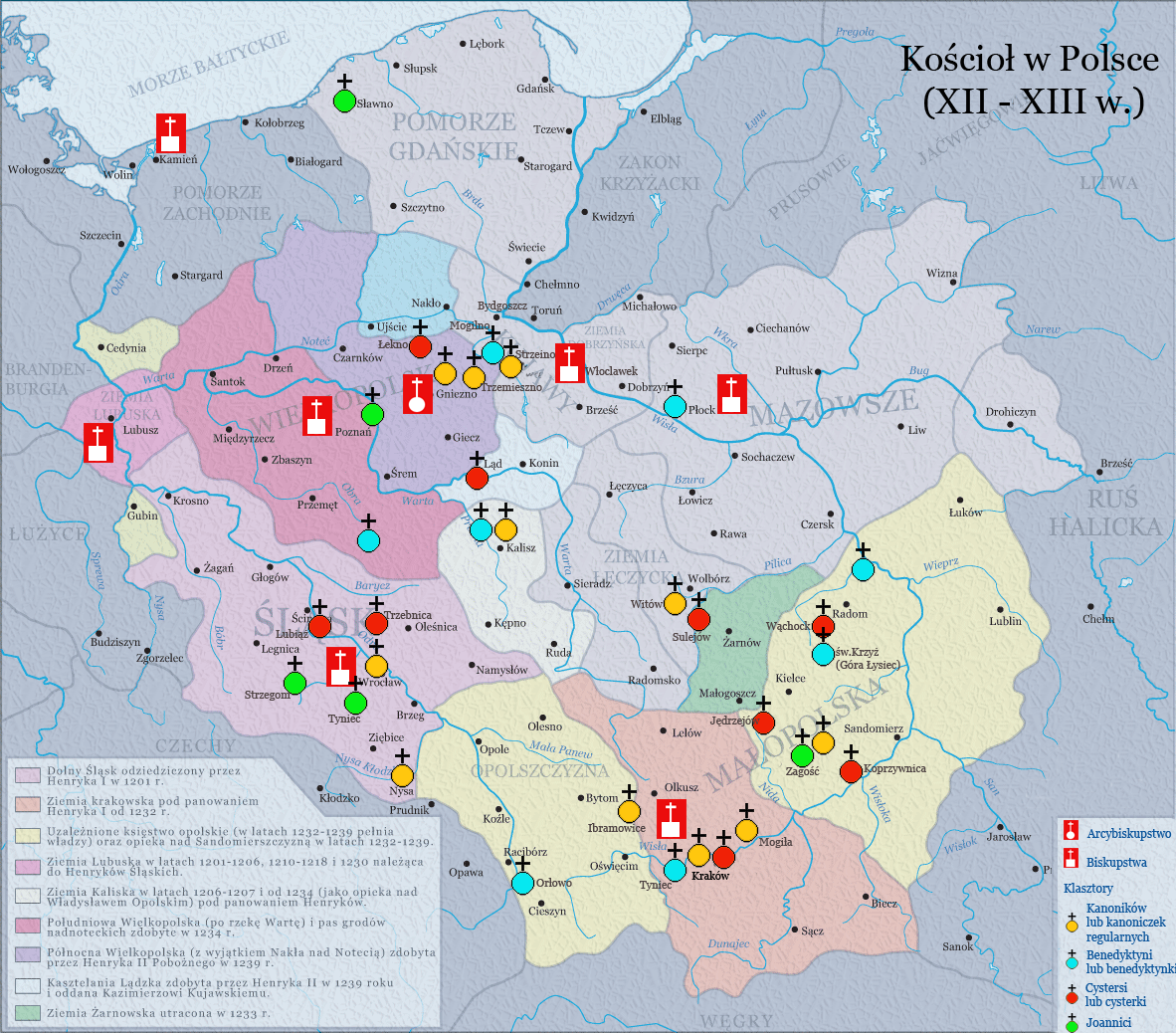
Єпископства та монастирі у Польщі XII — XIII століть

Вважають за найімовірніше, що християнська віра у східному обряді була принесена на терени південної Польщі з діяльністю Кирила і Мефодія. 14 квітня 966 року християнство у латинському обряді прийняв князь Мешко І з династії П'ястів — цю дату вважають початком Католицької церкви в Польщі.
968 року було створено першу польську дієцезію із «садибою» в Познані. На І Священому синоді у Гнезно, що відбувся 1000 року, скликаний імператором Оттоном III було вирішено заснувати метрополію для всієї Польщі з центром у Гнезно, що включала також Вроцлавську, Краківську і Колобжезьку дієцезії. 1037 року католицька церква пережила антихристиянське повстання, відоме в історії як «поганська реакція». Це повстання придушив князь Казимир I Відновитель з допомогою лицарів німецького імператора.
У 1376 році була створена друга польська митрополія — з центром у Галичі, а з 1414 — у Львові, якій були підпорядковані дієцезії на теренах України та Білорусі. З початку XVI до середини XVII століття Польща пережила Реформацію. Проте, в Польщі Реформація торкнулася переважно лише магнатів і середнього класу, однак не мала значного впливу на селянське населення. Реформаційні течії були представлені лютеранством, кальвінізмом, рухом «Польських братів» (Bracia polscy), що сповідували аріанські ідеї, соцініянтвом. Реформація мала значний вплив на розвиток літератури та освіти польською мовою.

За часів іноземної окупації, католицька церква залишалася для багатьох поляків культурною опорою в боротьбі за незалежність і національне виживання. Цю роль католицька церква виконувала і в часи комуністичного режиму у повоєнні роки. 1978 року Папою Римським був обраний польський кардинал Кароль Войтила, знаний як Іван Павло II, його діяльність і часті візити на батьківщину зміцнили позиції католицької церкви у Польщі.

Адміністративний поділ римо-католицької церкви в Польщі від 2004 року

## Римо-католицька церква
Найбільшою в Польщі є Римо-католицька церква. Її адміністративний поділ налічує 14
митрополій, 14 архідієцезій і 27 дієцезій.
- Білостоцька митрополія
  - Білостоцька архідієцезія
  - Дрогічинська дієцезія
  - Ломжинська дієцезія
- Ченстоховська митрополія
  - Ченстоховська архідієцезія
  - Радомська дієцезія
  - Сосновецька дієцезія
- Гданська митрополія
  - Гданська архідієцезія
  - Пелпінська дієцезія
  - Торунська дієцезія
- Ґнєзненська митрополія
  - Ґнєзненська архідієцезія
  - Бидгоська дієцезія
  - Влоцлавська дієцезія
- Катовіцька митрополія
  - Катовіцька архідієцезія
  - Глівіцька дієцезія
  - Опольська дієцезія

| - Краківська митрополія - Краківська архідієцезія - Бєльсько-живецька дієцезія - Келецька дієцезія - Тарновська дієцезія - Любельська митрополія - Любельська архідієцезія - Сандомирська дієцезія - Седлецька дієцезія - Лодзька митрополія - Лодзька архідієцезія - Ловицька дієцезія - Познанська митрополія - Познанська архідієцезія - Каліська дієцезія - Перемиська митрополія - Перемиська архідієцезія - Ряшівська дієцезія - Замойсько-Любачівська дієцезія | - Щецинсько-Кам'янська митрополія - Щецинсько-Кам'янська архідієцезія - Кошалінсько-Колобжезька дієцезія - Зеленогурсько-Гожівська дієцезія - Вармінська митрополія - Вармінська Архідієцезія - Ельблонзька дієцезія - Елцька дієцезія - Варшавська митрополія - Варшавська архідієцезія - Плоцька дієцезія - Варшавсько-Праська дієцезія - Вроцлавська митрополія - Вроцлавська архідієцезія - Легніцька дієцезія - Свідницька дієцезія - Ординаріат війська польського - Ординарій — вакансія - Прелатура Святого Хреста i Opus Dei в Польщі - Вікарій ксьондз Петра Прето |

## Греко-католицька церква

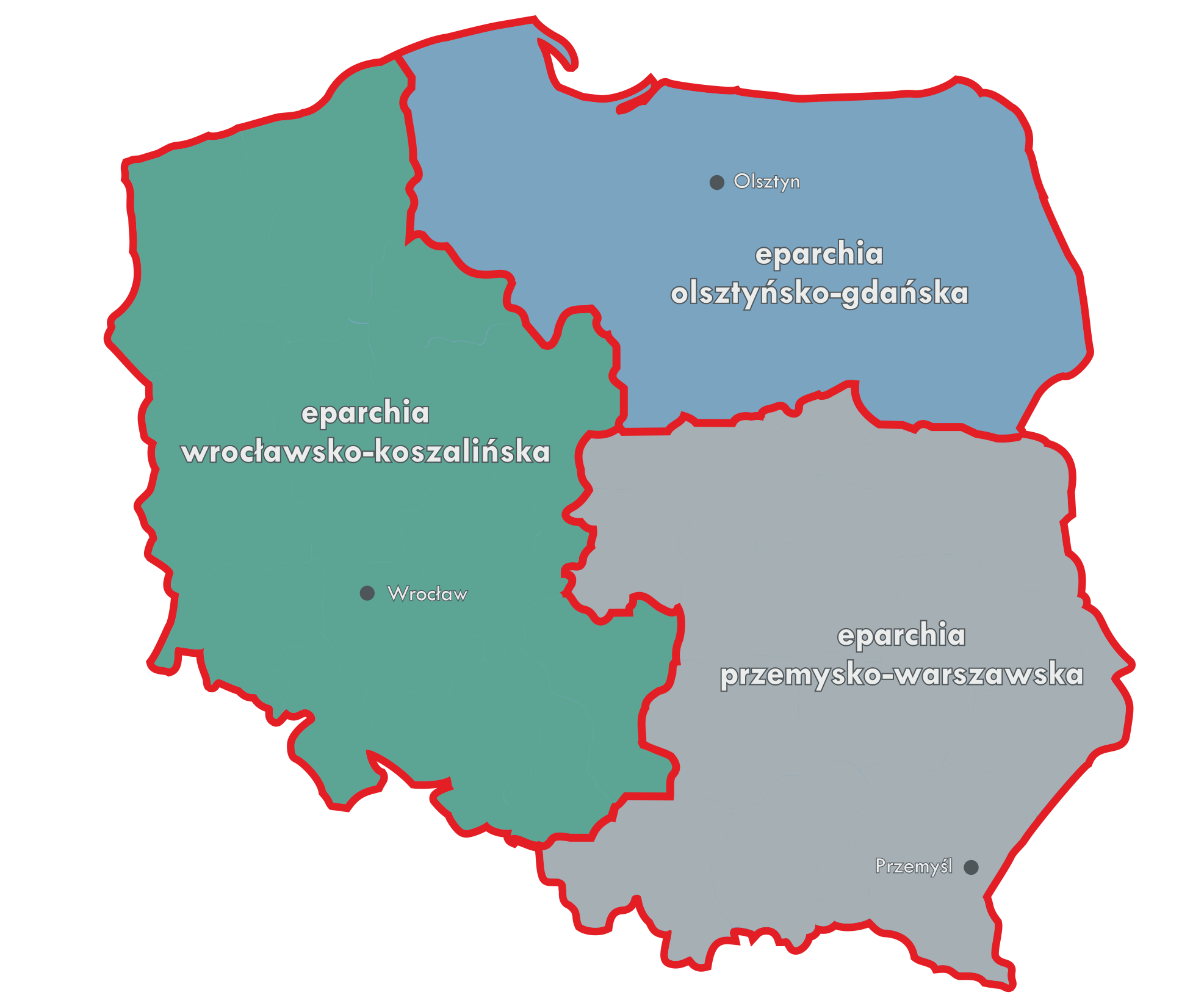
Адміністративний поділ Української греко-католицької церкви у Польщі від 25 листопада 2020 року

Українська греко-католицька церква в Польщі представлена Перемишльсько-Варшавською митрополією, що складається з Перемишльсько-Варшавської архієпархії, Вроцлавсько-Кошалінської й Ольштинсько-Ґданської єпархій.
У Польщі також діє Католицька церква Візантійсько-слов'янського обряду, що має одну парафію в Костомлотах.

## Вірменська католицька церква
У Польщі існує Вірменська католицька церква, що налічує три парафії. Її вірянами переважно є етнічні вірмени.